# Liste des personnages de Hannah Montana
Cet article présente la liste des personnages de la série télévisée Hannah Montana diffusée sur Disney Channel.

## Personnages principaux
- Miley Stewart/Hannah MontanaPersonnage principal de la série, originaire du Tennessee. Le jour, Miley est une brunette anonyme, une élève du lycée et le soir, elle se transforme en une star blonde de la musique pop, idole des jeunes, prénommée Hannah Montana. Miley est énergique, parfois maladroite, très compétitive et superficielle. Elle a essayé de révéler son secret à une journaliste car elle en avait marre que Jake Ryan lui vole la vedette. Elle a un certain talent pour se tirer d'affaire, après avoir fait des bêtises. Mais son père découvre toujours ce qui s'est passé et il lui fait la morale. Elle révèle son secret au monde entier dans l'épisode Ma Révélation de la saison 4.

- Lilly TruscottMeilleure amie de Miley et Oliver, garçon manqué, originaire de la Californie. C'est une fan d'Hannah Montana, bien avant qu'elle sache que cette star est sa meilleure amie. Elle accompagne Hannah a ses concerts sous l'identité de Lola Luftnagle . Elle sort avec Oliver au milieu de la saison 3.

- Oliver OkenMeilleur ami de Miley et Lilly, coquet et sympathique. Avant qu'il découvre le secret de Miley, il était extrêmement amoureux d'Hannah Montana. Il accompagne Hannah à ses concerts sous l'identité de Micro Fun Lee. Il sort avec Lilly au milieu de la saison 3. Dans la saison 4, il n'apparaît plus dans la série car il a décroché un rôle dans la série Pairs of Kings, les producteurs l'ont donc fait partir en tournée.

- Jackson Rod Stewartgrand frère de Miley, nonchalent et paresseux. Il souhaite être autant populaire que sa sœur avec son alter-ego de superstar. Il est l'incompétent employé de « Chez Rico ». À partir de la saison 4, il réussit à séduire un jeune mannequin qui pose en « bikini » et devient le meilleur ami de Rico, même si celui-ci le malmène.

- Robby Ray StewartPère strict et honnête de Miley et Jackson, également manager d'Hannah Montana. Il est musicien et veuf et a tendance à faire honte à Miley comme dans l'épisode de l'anniversaire à sa fille où il lui achète un gilet avec un gros chat en peluche dessus.

- Rico SuaveFils d'un couple milliardaire, il est le gérant de « Chez Rico », le fast-food de la plage. Il a engagé Jackson à son restaurant, mais uniquement pour l'embêter. Il est arrogant, manipulateur et surdoué. Ses slogans sont son salut, « Hey-O ! » et un rire diabolique, Muah-ha-ha !. Finalement, lui et Jackson forment un bon duo, et même s'ils ne veulent pas se l'avouer, ils deviennent meilleurs amis.

## Personnages récurrents

### Au lycée
- Amber Addison et Ashley DewittFilles divas les plus populaires du lycée, rivales de Miley et Lilly et sont totalement fans d'Hannah Montana. Amber semble être la plus surdouée du duo et est une excellente chanteuse, tandis que pour Ashley, elle est considérée comme l'accessoire d'Amber et est une piètre chanteuse, mais elles semblent tout de même à être des meilleures amies, car chaque fois qu'elles disent un mot en même temps, elle tentent leur index en disant « Ouuuuh. Tsss » .

- Sarahélève du même lycée que Miley et Lilly. C'est une environnementaliste, une partisane des droits des animaux, une écologiste et une humaniste. Elle a aussi un fort caractère et elle est très fan d'Hannah Montana. Elle a un faible pour Jackson et a déjà été la petite amie d'Oliver durant un épisode. Les parents de Joannie et les siens sortent ensemble, au grand désespoir de Joannie.
Joannie PalumboUne rivale de Lilly depuis la deuxième année du primaire. Sportive, végétarienne et directe, elle a déjà été la petite amie d'Oliver durant la saison 2 jusqu'au début de la saison 3. Elle déteste Hannah Montana. Dans la quatrième saison, il est prouvé que ses parents et ceux de Sarah sortent ensemble. Elle a déjà été l'amie de Lilly et Miley pensait que celle-ci l'avait abandonné. Elle essaye alors de rentrer dans leur bande, mais elle s'enfonce.
M. Corelliprofesseur de Miley et Lilly au lycée, très étrange .Il est prouvé qu'il est fan de Jake Ryan.

- Karen Kunkleprofesseur de biologie de Miley, Lilly, Oliver et de Rico. Elle est très stricte envers Miley et Jackson.

- Loripetite amie de Robby, également infirmière du lycée de Miley et Lilly ;

### Dans leglamour
- Roxy Roker : garde du corps d'Hannah Montana, qui prend son travail très au sérieux (même un peu trop) et qui fait presque partie de la famille Stewart. Elle ne figure pas dans les saisons 3 et 4 pour des raisons inexpliquées. Elle aime un peu trop défendre Miley et ça a tendance à énerver cette dernière.

- Jake Ryan : célèbre acteur de télévision, notamment connu en tant qu'interprête principal de la série les Zombies attaques!, petit ami de Miley durant un moment de la série .Il va vouloir se marier avec Traci Van Horn mais Miley, en tant qu'Hannah va tout faire pour empêcher cette union.

- Traci Van Horn : une des amies gâtées d'Hannah Montana, qui l'invite souvent à des fêtes glamour, qui déteste son amie Lola et qui a des liens avec d'autres vedettes hollywoodiennes. Elle ne figure pas dans la saison 4.

- Mikayla : rivale d'Hannah Montana, qui est elle aussi une pop-star, mais qui a cependant, beaucoup moins de succès. Malgré son côté arrogant envers Hannah, elle peut se montrer douce avec certaines personnes. Bien qu'elle déteste cette dernière, elle aime vraiment Miley (ne sachant pas qu'elles sont la même personne) et n'aime pas Lilly. Mikayla a elle aussi (comme Hannah), une carrière d'actrice et est amoureuse de Jake Ryan.

- Colin Lasitter : animateur de son propre talk-show, dans laquelle Hannah Montana est souvent l'invitée.

- Jesse : petit ami de Miley durant la saison 4, mais qui a cependant fait une apparition dans la saison 3, dans laquelle il faisait partie du groupe de musique d'Hannah Montana.

### Famille Stewart
- Susan Stewart : C'est la mère de Miley et de Jackson et c'est aussi la femme de Robby. Elle est morte mais elle apparaît dans un épisode où Miley fait un rêve qu'elle n'est plus Hannah Montana et qu'elle est mal traiter par sa famille et qu'elle se transforme en porte-manteau.

- Oncle Earl Stewart : Oncle excentrique et gourmand de Miley et Jackson .Il va un jour essayer de faire décoller sa carrière de chanteuse mais il va vite comprendre qu'il n'est pas fait pour ce métier et que ça, c'est le boulot d'Hannah pas le sien.

- Ruthie Stewart : Grand-mère paternelle de Miley et Jackson.On apprend qu'elle est très attachée à sa décapotable « Laurreta ».

- Tante Dolly : Tante attentionnée de Miley et Jackson et amie proche de Robby, quand Miley révèle son secret au monde entier, Dolly invite son père à un concert. C'est là que Miley recommence sa carrière en tant que Miley cette fois-ci car elle était détestée par la terre entière, elle avait prétendument « brisé le cœur des enfants ».

- Tante Pearl Stewart : Femme d'Oncle Earl, mais elle ne figure pas dans la série.

- Luann Stewart : Cousine machiavélique de Miley et Jackson, qui ressemble à deux gouttes d'eau à cette dernière. Elle a figuré dans un épisode de la saison 1.

- Bobby Ray Stewart : Père de Luann, ressemble à deux gouttes d'eau à Robby Ray ;

### Autres personnages
- Josh : C'est un béguin de Miley dans un épisode de la saison 1[1]. Josh a un an de plus que Miley. Il trouve Hannah Montana nulle et qui, selon Miley, ne l'aime qu'à « moitié ». Miley essayera de lui faire aimer Hannah, mais en vain. Il l'invite à un concert d'Hannah (sans savoir que c'est elle) et Miley lui demande ce qu'il veut d'Hannah. Il lui dit tout d'abord qu'il veut qu'elle rappe, et ensuite qu'elle se jette dans le public. Lorsque Miley n'arrête pas de se sauver (car c'est en réalité Hannah), il s'en va. Miley est tout d'abord triste d'avoir fait fuir Josh en essayant de lui faire aimer Hannah, mais Lilly et Robby lui disent qu'un bon jour, elle trouvera son grand amour.

- Blue Jeans : Cheval de Miley. Il a cependant fait une apparition dans Hannah Montana, le film, dans la saison 3 et il emménage avec la famille Stewart à Malibu dans la saison 4 ;

- Siena : Petite amie de Jackson durant la saison 4, mannequin qui pose en bikini ;

## Personnages d'Hannah Montana, le film
- Travis Brody : Ami d'enfance de Miley, qu'elle n'a pas vu depuis son retour au Tennessee. C'est un garçon de ferme et qui trouve que les californiens sont superficiels. Il a le béguin pour Miley et découvre qu'elle est Hannah Montana ;

- Vita : Agent d'Hannah Montana dans le film, mais qui n'existe pas dans l'émission. Elle souhaite qu'Hannah Montana soit la pop-star la plus célèbre et la plus talentueuse du monde ;

- Lorelai : Jeune femme du Tennessee, dont Robby est amoureux ;

- Oswald Granger : Journaliste qui cherche à tout prix à découvrir le secret d'Hannah Montana ;

- Grand-Mère Ruby : Grand-mère maternelle de Miley et Jackson ;

- Derrick Stewart : Cousin de Miley et Jackson ;